# Edith de Wessex
Edith de Wessex (en inglés antiguo: Ealdgyth; c.1025 - Winchester, 18 de diciembre de 1075) fue reina consorte de Inglaterra de 1045 a 1066 por su matrimonio con Eduardo el Confesor. Hija de Godwin de Wessex, el conde más poderoso de Inglaterra, y de Gytha Thorkelsdóttir, hermana del conde danés Ulf, cuñado de Canuto el Grande. Edith, criada en la Abadía de Wilton, fue una mujer culta que habló varios idiomas, habilidad que probablemente adquirió en esa abadía. Siempre permaneció unida a ésta, y en los últimos años reconstruyó su iglesia.

## Reina de Inglaterra
Edith se casó con el rey Eduardo el Confesor el 23 de enero de 1045, y a diferencia de la mayoría de las reinas inglesas de los siglos X y XI fue coronada. Su matrimonio no produjo hijos. Los escritores de la Iglesia aseguraron que esto se debió a que Eduardo había tomado un voto de castidad, o porque se negó a consumar el matrimonio debido a su antipatía hacia la familia de Edith, los Godwin. Sin embargo, esto es desestimado por los historiadores modernos. En opinión del biógrafo de Eduardo, Frank Barlow, "La teoría de que la falta de descendencia de Eduardo se debió a una abstinencia sexual deliberada carece de autoridad, credibilidad y valor diagnóstico".
La fuente principal de su vida es una obra que ella misma encargó, la Vita Ædwardi Regis (La vida del rey Eduardo).
En 1051, Godwin y sus hijos se enemistaron con Eduardo y huyeron del país. Edith fue enviada a un convento de monjas, posiblemente porque no tenía hijos y Eduardo esperaba divorciarse de ella. Cuando los Godwin regresaron en 1052, Edith fue reinstalada. En los últimos años del reinado de su esposo, se convirtió en una de sus asesores.
Según Barlow, en la Vita Edwardi : "Aunque siempre se la coloca modestamente detrás del trono, el autor no minimiza su poder ni oculta por completo su voluntad. Se nos presenta como una mujer determinada, entrometida, dura, y probablemente de mal genio".
Cuando Eduardo murió, el Domesday Book muestra que Edith era la mujer más rica de Inglaterra, y la cuarta persona más rica después del rey, de Stigand (arzobispo de Canterbury), y de su hermano Harold Godwinson.

## Cénit y ocaso de su familia
Edith era muy cercana a su hermano Tostig, y en 1055 consiguió su nombramiento como conde de Northumbria. El gobierno de Tostig fue impopular, y en 1064 Edith fue acusada en la Corte de planear el asesinato del noble northumbrio Gospatric en beneficio de su hermano.
En 1065 los habitantes del norte se rebelaron y eligieron como conde a Morcar, cuñado de Harold. Tostig acusó a Harold de conspirar con los rebeldes, Eduardo exigió que la rebelión fuese sofocada, pero para furia suya y de Edith, Harold y sus seguidores se negaron a cumplir la orden. Morcar fue confirmado y Tostig debió exiliarse.
Tras la muerte de Eduardo el 4 de enero de 1066, Harold subió al trono. En la batalla de Stamford Bridge (25 de septiembre de 1066) y la batalla de Hastings (14 de octubre de 1066), Edith perdió a cuatro de sus hermanos (Tostig, Harold, Gyrth y Leofwine). Su hermano Wulfnoth, que había sido dado a Eduardo el Confesor como rehén en 1051 y poco después se convirtió en prisionero de Guillermo el Conquistador, permaneció cautivo en Normandía. Así, Edith se convirtió en el único miembro de su familia que sobrevivió a la conquista normanda en suelo inglés, ya que los hijos de Harold huyeron a Irlanda.

## Fallecimiento
Edith murió en Winchester el 18 de diciembre de 1075, Mateo de París registra la tradición de que su muerte puso fin a una enfermedad que había sufrido durante bastante tiempo. En la Vita Edwardi se destaca su piedad, y se dice que dio tierras a la abadía de Abingdon.
Fue enterrada junto a su marido en la Abadía de Westminster y su funeral fue organizado por Guillermo.